# Los Espejos de la Reina
Los Espejos de la Reina es una localidad española perteneciente al municipio de Boca de Huérgano, en la provincia de León, comunidad autónoma de Castilla y León.

## Geografía

### Ubicación
| Noroeste: Vegacerneja          | Norte: Casasuertes         | Noreste: Portilla de la Reina |
| Oeste: Riaño                   |                            | Este: Barniedo de la Reina    |
| Suroeste Villafrea de la Reina | Sur: Villafrea de la Reina | Sureste: Barniedo de la Reina |

## Demografía
Evolución de la población
| Gráfica de evolución demográfica de Los Espejos de la Reina entre 2000 y 2016 |
|                                                                               |
| Población de derecho (2000-2016) según el padrón municipal del INE            |